# Izvlačenje
Izvlačenje je postupak strojne obrade metala bez skidanja čestica, koji se koristi u proizvodnji žica, traka, cijevi, šipki. Postupak se koristi uglavnom za promjenu dimenzija (promjera i debljine stijenke), a rjeđe za promjenu oblika. Izvlačenje se primjenjuje kada je potrebna glađa površina i točnije dimenzije, ili kada je presjek vrlo mali ili tankih stijenki, te se druge metode na mogu primjenjivati (neekonomično).
Izvlačenje se provodi u hladnom stanju, te se samo bešavne boce i čahure izvlače u toplom stanju. To je postupak u kojem metal prolazi kroz jednu ili više matrica. Pri izvlačenju mora se voditi računa o: sili izvlačenja, optimalnom obliku izvlačenja, stupnju redukcije (smanjivanja), brzini izvlačenja i vrsti maziva. Hladno izvlačeni postupak daje proizvod dimenzijski izrazito precizan i poboljšava čvrstoću. Koristi se za proizvodnju preciznih čeličnih, bakrenih i aluminijskih šipki, žica i traka koje moraju zadovoljiti uske fizikalne i mehaničke specifikacije.

## Izvlačenje cijevi
U proizvodnji cijevi, izvlačenje služi kao dorada, kojom se poboljšava kvaliteta površine, mijenja promjer, povećava ili smanjuje debljina stijenke cijevi. Postoje 4 načina izvlačenja cijevi: bez trna, s nepomičnim trnom, s pomimičnim trnom, sa slobodnim konusnim umetkom. 
Proširivanje cijevi se provodi navlačenjem cijevi preko konusnog trna, pa se povećava promjer, a smanjuje se debljina stijenke. Ako je potrebno veće proširivanje, postupak se provodi u više operacija s eventualnim popuštanjem. Kod navlačenja cijevi, koeficijent trenja je nešto veći nego kod provlačenja, gdje je μ = 0,06 – 0,10. Zbog toga je postupak proširivanja cijevi potrebno dobro podmazivati. Sredstva za podmazivanje kod provlačenja su: loj, vosak, sapuni, vazelin, vodeno staklo, palmino i repino ulje, maziva ulja, mazut, vapno, grafit, molibdenov bisulfit.

### Mehanička izvlačilica
Izvlačilica (klupa) se sastoji od od masivne klupe, koja je napravljena od masivnih čeličnih profila, koji tvore kliznu stazu. Na kliznoj stazi se nalaze kolica s prihvatnicom (kliještima) za vučenje obratka (cijev, šipka). Kolica se kukom zakvače za Gallov lanac, koji je u stalnom gibanju. Na prednjem dijelu alatnog stroja se nalazi matrica. Čvrsto je pričvršćena na držač alata, koji ima mogućnost i pričvršćenja trna kod provlačenja cijevi. Lančani prijenos dobiva pogon od električnog asinkronog motora preko reduktora. Motori su snage od 5 do 40 kW. Reduktor (zupčasti prigon) može mijenjati brzine provlačenja, koje se kreću od 10 do 35 m/min. Dužine provlačenja su od 5 do 9 metara. Kod visokoproduktivnih izvlačilica (hidraulički pogon), može se istovremeno izvlačiti više obradaka, automatizirana je dobava sirovaca i odvoz gotovih proizvoda posebnim transportnim sustavima.

### Matrice
Matrice za hladno izvlačenje izrađuju se od alatnih čelika, tvrdih metala, čak i od dijamanta. Sastoje se od ulaznog dijela, dijela za kalibriranje, te izlaznog dijela. Ulazni konusni dio (grlo) služi za uvođenje obratka, te za smještaj maziva. Svrha podmazivanja je smanjenje trenja pri redukciji (smanjenju) presjeka i prema tome potrebne sile izvlačenja. Sila također ovisi o kutu ulaznog dijela matrice. Optimalni kut je od 3º do 8º, bez obzira od kojeg je materijala matrica napravljena. Koeficijenti trenja su (približno): pri izvlačenju čeličnih šipkastih materijala μ = 0,05, pri izvlačenju traka od lakih materijala μ < 0,05 i pri izvlačenju cijevi s trnom μ = 0,06 – 0,1. Kako lakoća izvlačenja, vijek trajanja alata i stroja, kvaliteta površine ovise o mazivu, za podmazivanje se koriste: loj, vosak, vazelin, vodeno staklo, palmino i repino ulje, maziva ulja, mazut, vapno, grafit, molibdenov bisulfit. Dio za kalibriranje (svijetli dio) daje dimenziju i oblik vučenog proizvoda. Izlazni dio služi za postepeno oslobađanje alata od obratka, uz zadržavanje postignutog oblika i dimenzije.
Izvlačenje može biti jednofazno ili višefazno kod većih redukcija. Nakon otprilike 70% redukcije, materijal je potrebno toplinski obraditi, ako se zahtjeva daljnje smanjivanje.

## Izvlačenje žice
Izvlačilica za žicu i materijale sitnog presjeka, koji se lako motaju, sastoji se od držača matrice, postavljenog na masivno postolje radnog stola i od bubnja za namatanje na radnom stolu. Žica prolazi kroz matricu i namata se na bubanj. Bubanj se pokreće trofaznim asinkronim elektromotorom preko zupčastog prigona, koji ima mogućnost odabira brzine rotacije. Ako je potrebna višestruka redukcija presjeka žice tada se koriste redne izvlačilice. Kod rednih izvlačilica kontinuirano se obavlja redukcija presjeka kroz više matrica, preko više bubnjeva. Ovdje se obično radi s jedim elektromotornim pogonom i reduktorom, koji pogoni sve bubnjeve odjednom. Svaki bubanj ima svoj zupčani par, kojim se reguliraju brzine provlačenja i sinkroniziraju s ostalim bubnjevima. To je tzv. postupak mokrog izvlačenja s klizanjem žice. Kod postupka bez klizanja žice svaki bubanj ima svoj pogon i prigon.